# Bella Andersson
Bella Astrid Christina Andersson (* 12. Juli 2006 in Stockholm) ist eine schwedische Fußballspielerin. Zumeist wird sie als Innenverteidigerin eingesetzt.

## Karriere

### Verein
Bella Andersson begann ihre Vereinslaufbahn bei Ösmo GIF FK, ehe sie 2019 zunächst zu IFK Haninge und ein Jahr später schließlich zu Hammarby IF wechselte. Am 29. Mai 2022 feierte sie in einem Meisterschaftsspiel gegen IFK Kalmar ihr Debüt in der ersten Mannschaft, verbrachte jedoch den Großteil der Saison leihweise bei Älvsjö AIK, wo sie es auf sieben Einsätze und ein Tor in der Elitettan brachte. In der Saison 2023 kehrte sie zunächst in den Kader der U19-Mannschaft von Hammarby zurück, wechselte jedoch im August dieses Jahres, ebenfalls auf Leihbasis, zum Neuaufsteiger IK Uppsala Fotboll in die Damallsvenskan. Mit ihrer Mannschaft kam Bella Andersson in der zweiten Saisonhälfte noch auf neun Einsätze, konnte jedoch den Abstieg nicht verhindern. Im Jahr 2024 kehrte sie zu Hammarby zurück, wo sie in der folgenden Spielzeit sowohl in der ersten Mannschaft als auch in der U19 zum Einsatz kam. Am 25. September 2024 feierte sie im Rückspiel der zweiten Qualifikationsrunde gegen Benfica Lissabon ihr Debüt in der Champions League. Durch einen 2:0-Sieg gelang ihrer Mannschaft der Einzug in die Gruppenphase. Die Meisterschaft beendete Bella Andersson mit ihrer Mannschaft auf dem dritten Platz, sie selbst kam auf 13 Einsätze und ein Tor. Der erste Titelgewinn glückte 2025 durch den Sieg im Schwedischen Fußballpokal. Hammarby setzte sich im Endspiel am 6. Juni mit 2:0 gegen IFK Norrköping durch, Bella Andersson kam in allen sechs Spielen des Pokalwettbewerbes zum Einsatz.
Im Juli  2025 unterschrieb die 19-jährige Bella Andersson für den spanischen Erstligisten Real Madrid.

### Nationalmannschaft
Bella Andersson durchlief sämtliche Juniorennationalmannschaften ihres Landes. Mit der U17 bestritt sie die Endrunde der EM 2023, schied jedoch nach drei Niederlagen bereits in der Gruppenphase aus.

## Erfolge
- Schwedischer Fußballpokal: 2024/25 (mit Hammarby)